# 伊藤正美
伊藤 正美（いとう まさみ、1911年（明治44年） - 1984年（昭和59年）12月）は、日本の紙芝居作者、漫画原作者。

## 来歴
兵庫県神戸市出身。関西大学英文科を卒業後、川崎造船所に入社。1932年（昭和7年）、サンデー毎日の短編懸賞小説に応募し佳作となる。それを機に退職して作家を志し友人と上京するも、作家の仕事は乏しく、富士会（紙芝居の製作所）に所属して紙芝居作者（紙芝居の脚本家）となる。1933年（昭和8年）に民話の『子育て幽霊』を脚色した『ハカバキタロー（墓場奇太郎）』の物語を考案し、辰巳恵洋（ケイ・タジミ）が絵を担当して人気の紙芝居となる。後年、水木しげるが伊藤の承諾を得て、『ハカバキタロー（墓場奇太郎）』を基に紙芝居『墓場の鬼太郎』を描き、のちのゲゲゲの鬼太郎の原型となった。戦後の1946年（昭和21年）、画劇文化社に辰巳恵洋と共に参加し、経営にも関与した。

## 主な作品
- ハカバキタロー